# Мінінська сільська рада
Мінінська сільська рада — колишня адміністративно-територіальна одиниця та орган місцевого самоврядування в Радомишльському районі Малинської і Волинської округ, Київської й Житомирської областей Української РСР з адміністративним центром у селі Мініне.

## Населені пункти
Сільській раді на час ліквідації були підпорядковані населені пункти:
- с. Мініне
- с. Рудня-Городецька

## Історія та адміністративний устрій
Створена 1923 року, в складі с. Мініне, хуторів Мінінський, Мінінський фольварк та Рудня-Городецька Кичкирівської волості Радомисльського повіту Київської губернії. 7 березня 1923 року включена до складу новоствореного Радомишльського району Малинської округи. Після 1923 року Мінінський хутір не значиться в обліку населених пунктів. На 15 червня 1926 року в підпорядкуванні значаться хутори Бесідки, Вежа, Кругле Болото, Лан, Левківка і Чаща. Станом на 2 лютого 1928 року хутори Лан, Левківка та Чаща не значаться на обліку, на 1 жовтня 1941 року хутори Бесідки, Вежа, Кругле Болото, Мінінський фольварк не перебувають на обліку населених пунктів.
Станом на 1 вересня 1946 року сільська рада входила до складу Радомишльського району Житомирської області, на обліку в раді перебували села Мініне та Рудня-Городецька.
Ліквідована 11 серпня 1954 року, відповідно до указу Президії Верховної ради Української РСР «Про укрупнення сільських рад по Житомирській області», територію та населені пункти ради приєднано до складу Ленінської сільської ради Радомишльського району Житомирської області.